# Helvella fusca
La especie Helvella fusca, conocida vulgarmente como oreja de gato, es un hongo de la familia de los Helvellaceae, con presencia de un par a tres lóbulos de color marronáceo con tonos ocres al que se le añaden tonos negros. Su pie presenta costillas resistentes de un color blanco grisáceo. La dimensiones del pie varían de los 3 a 6 centímetros de alturas y de los 0,5 a 2 centímetros de diámetro. Sus esporas son elipsoidales alcanzando un notable tamaño de hasta 20 x 14 micras.

## Hábitat
Es un hongo primaveral, esporádicamente de inviernos tardíos y algo cálidos. Prefiere entornos húmedos, en riberas de río, con especies arbóreas caducifolias como los chopos.

## Comestibilidad
Es una especie comestible, si bien requiere de varias cocciones pues en crudo o poco cocida puede ser altamente tóxica.